# Distretto di Molino
Il distretto di Molino è uno dei quattro distretti della provincia di Pachitea, in Perù. Si trova nella regione di Huánuco e si estende su una 235.50 superficie di chilometri quadrati.